# Lengyel matematikai iskola
A lengyel matematikai iskola (lengyelül: Polska szkoła matematyczna) az 1918 és 1939 közötti években Lengyelországban működő matematikai iskolák nem hivatalos gyűjtőneve.

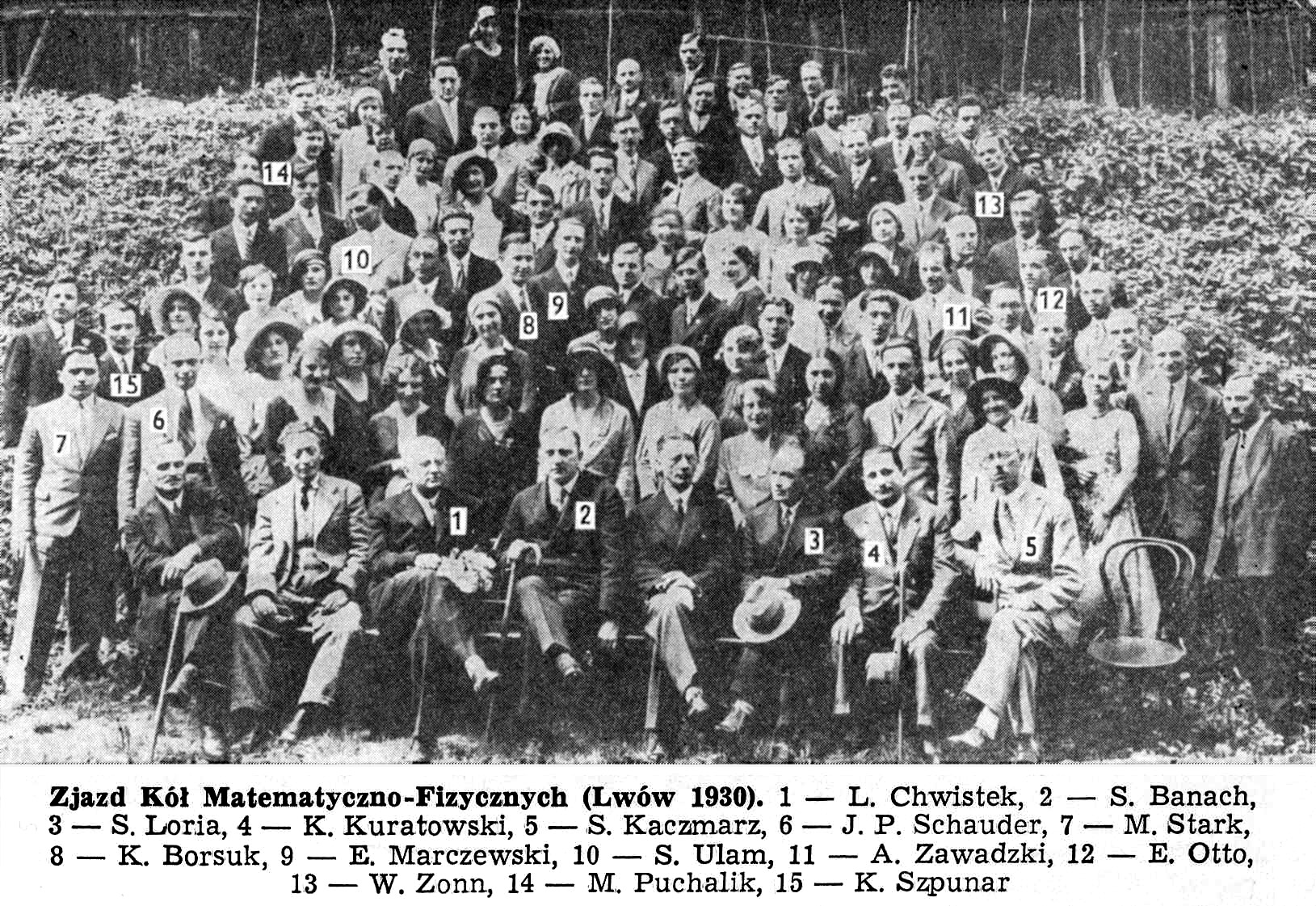
A lwówi matematikai iskola tagjai (1930)

## Története

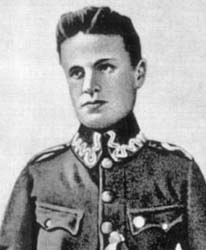
Zygmunt Janiszewski portréja

1915-ben a Varsói Egyetem (Uniwersytet Warszawski) és a Varsói Műszaki Egyetem (Politechnika Warszawska) tanszékein magas szintű matematikai kutatások folytak. A matematikusok erős tudományos közösséget hoztak létre, mely többek között halmazelmélettel és topológiával foglalkozott, illetve ezek gyakorlati hasznosíthatóságával. A varsói matematikusok vezetői Zygmunt Janiszewski, Stefan Mazurkiewicz és Wacław Sierpiński voltak, s olyan diákok gyűltek köréjük, mint Kazimierz Kuratowski, Bronisław Knaster, Stanisław Saks, Antoni Zygmund, Alfred Tarski, Kazimierz Zarankiewicz, Zygmunt Zalewasser és mások.
1919-ben a Nauka Polska (Lengyel Tudomány) c. folyóirat közölte Zygmunt Janiszewski 1917-ben írt cikkét, melyet a matematika lengyelországi helyzetéről írt (O potrzebach matematyki w Polsce). Az írás nagy visszhangot keltett a matematikusok körében, különösen Varsóban. Szerzője elemezte a tudományterület akkori állapotát és hiányosságait, majd meghatározta a fejlődéshez szükséges feltételeket és intézkedéseket. Egyik fontos javaslata az volt, hogy a matematikai kutatások meghatározott területekre összpontosítsanak. Ekként jelölte meg a matematika alapjait, valamint a halmazelmélet és a logika területét. Javasolta továbbá, hogy a szaklapok angol, német, francia és olasz nyelven is jelenjenek meg, biztosítva ezzel a széles körű eszmecsere lehetőségét. Janiszewski cikke valóságos tudományos programmá vált, jelentős változásokat alapozva meg az oktatásszervezésben és a tudományos kutatás módszertanában is.
Az első világháborút és a lengyel állam újjászületését követően, a Második Lengyel Köztársaság idején a tervek megvalósításában leginkább a varsói, krakkói, lwówi és vilniusi tudományos központok vettek részt. A matematikusok egyetemeken, műszaki egyetemeken és matematikai társaságokban gyűltek össze. 1920-ban jelent meg a Fundamenta Mathematicae c. szaklap Varsóban, ami a világ első, szakmai terület szerint specializálódó matematikai szakfolyóirata volt. A lap társalapítója Janiszewski volt, aki még ugyan ebben az évben a spanyolnátha áldozata lett Lwówban. Ő nevezte először a varsói tudományos központot varsói matematikai iskolának.
A varsóihoz hasonló központok jöttek létre Lwówban és Krakkóban, s ezek is jelentettek meg saját szaklapokat. A Lwówi Lengyel Matematikai Társaság (Polskie Towarzystwo Matematyczne we Lwowie) 1918. április 14-én alakult meg. A Társaságot Józef Puzyna, Hugo Steinhaus és Stefan Banach vezették, akik a varsói modellt igyekeztek követni. A lwówi matematikai iskola főképp funkcionálanalízissel foglalkozott. Legjelesebb diákjai Stanisław Ulam, Stanisław Mazur és Władysław Orlicz voltak. Az iskola 1929-től jelentette meg saját folyóiratát, a Studia Mathematica c. szaklapot.
A krakkói matematikai iskola a Jagelló Egyetem (Uniwersytet Jagielloński) és a Krakkói Bányászati Akadémia (Akademia Górnicza w Krakowie) matematikusaiból alakult. Társaságukat 1919. április 2-án alapították, s egy évvel később megalakították a Lengyel Matematikai Társaságot (Polskie Towarzystwo Matematyczne) is. A krakkói iskola fő kutatási területe a differenciálegyenletek, a valós analitikus függvények és a differenciálgeometria volt. Kiemelkedő képviselői Kazimierz Żórawski és Stanisław Zaremba voltak. Időszaki kiadványuk a Lengyel Matematikai Társaság Értekezései (Rozprawy Polskiego Towarzystwa Matematycznego) címet viselte.
Kevésbé ismert matematikai központ működött a Vilniusi Egyetemen, vezetői Antoni Zygmund és Józef Marcinkiewicz matematikusok voltak.
Egyes tudósok ebbe a körbe sorolják az ún. poznańi matematikai iskolát is. Az Adam Mickiewicz Egyetemen (Uniwersytet im. Adama Mickiewicza w Poznaniu) működő tudóscsoport tagjai – Marian Rejewski, Henryk Zygalski és Jerzy Różycki – 1933-ban feltörték az Enigma kódját. Eredményeik azért ismertek kevésbé, mert munkájuk államtitoknak minősült. A poznańi iskolát a második világháború után Władysław Orlicz vezette.

## Fordítás
- Ez a szócikk részben vagy egészben a Polska szkoła matematyczna című lengyel Wikipédia-szócikk ezen változatának fordításán alapul.  Az eredeti cikk szerkesztőit annak laptörténete sorolja fel. Ez a jelzés csupán a megfogalmazás eredetét és a szerzői jogokat jelzi, nem szolgál a cikkben szereplő információk forrásmegjelöléseként.